# Indira Terrero
Pour les articles homonymes, voir Terrero.
Indira Terrero Letuce  (née le 29 novembre 1985 à La Havane) est une athlète cubaine naturalisée espagnole, spécialiste du 400 mètres.

## Biographie
Résidente en Espagne depuis 2010, elle obtient la nationalité espagnole en avril 2014.
Elle remporte la médaille de bronze des Championnats d'Europe 2014 puis celle d'argent dans le même championnat en 2015 mais indoor. 
Son record personnel est de 50 s 98, réalisé en 2008 à Cali.

## Palmarès
| Date | Compétition                           | Lieu           | Résultat | Épreuve   | Temps         |
| ---- | ------------------------------------- | -------------- | -------- | --------- | ------------- |
| 2005 | Champ. d'Am. centrale et des Caraïbes | Nassau         | 3e       | 4 × 400 m | 3 min 33 s 85 |
| 2007 | Jeux panaméricains                    | Rio de Janeiro | 3e       | 400 m     | 51 s 09       |
| 2007 | Jeux panaméricains                    | Rio de Janeiro | 1re      | 4 × 400 m | 3 min 27 s 51 |
| 2007 | Championnats du monde                 | Osaka          | 7e       | 4 × 400 m | 3 min 27 s 05 |
| 2008 | Champ. d'Am. centrale et des Caraïbes | Cali           | 1re      | 400 m     | 50 s 98       |
| 2008 | Champ. d'Am. centrale et des Caraïbes | Cali           | 1re      | 4 × 400 m | 3 min 27 s 97 |
| 2008 | Jeux olympiques                       | Pékin          | 4e       | 4 × 400 m | 3 min 23 s 21 |
| 2009 | Champ. d'Am. centrale et des Caraïbes | La Havane      | 1re      | 400 m     | 51 s 64       |
| 2009 | Champ. d'Am. centrale et des Caraïbes | La Havane      | 1re      | 4 × 400 m | 3 min 29 s 94 |
| 2009 | Championnats du monde                 | Berlin         | 7e       | 4 × 400 m | 3 min 36 s 99 |
| 2010 | Championnats ibéro-américains         | San Fernando   | 3e       | 800 m     | 2 min 03 s 24 |
| 2010 | Championnats ibéro-américains         | San Fernando   | 1re      | 4 × 400 m | 3 min 30 s 73 |
| 2014 | Championnats d'Europe                 | Zurich         | 3e       | 400 m     | 51 s 38       |
| 2014 | Coupe continentale                    | Marrakech      | 2e       | 4 × 400 m | 3 min 24 s 12 |
| 2015 | Championnats d'Europe en salle        | Prague         | 2e       | 400 m     | 52 s 63       |
| 2016 | Championnats ibéro-américains         | Rio de Janeiro | 2e       | 4 x 400 m | 3 min 36 s 16 |

## Records
| Épreuve    | Épreuve      | Performance   | Lieu         | Date            |
| ---------- | ------------ | ------------- | ------------ | --------------- |
| 400 mètres | En plein air | 50 s 98       | Cali         | 3 juillet 2008  |
| 400 mètres | En salle     | 52 s 02       | Metz         | 24 février 2013 |
| 800 mètres | En plein air | 2 min 03 s 24 | San Fernando | 5 juin 2010     |